# Lennie Johnson
Lennie Johnson, bürgerlich Gerlinde Eger (* 7. September 1953 in Schwabmünchen) ist eine deutsche Schauspielerin. Sie lebt und arbeitet in Wien.

## Leben und Karriere
Lennie Johnson machte von 1974 bis 1977 in München eine Ausbildung zur Schauspielerin und Regisseurin. Sie ist Mitbegründerin des Augsburger Kollektivtheaters AKT, Schauspielerin im Österreichischen Kinder- und Jugendtheater „Kukuruz“ und dann Mitglied der Theatergruppe „Kollektiv Rote Rübe“ für die sie von 1975 bis 1981 als Darsteller, Autor und Regisseur arbeitete. Die Musik für die Stücke komponierten sowohl Konstantin Wecker als auch Rio Reiser von den Ton Steine Scherben.
Die Tourneen mit dieser Gruppe führten sie durch Deutschland, Holland, Belgien, Schweiz, Italien und immer wieder nach Frankreich, wo sie an Theatern in Nancy, Strasbourg, Lyon und Paris auftrat. Mit der Scarabaeus Theater Company spielte sie später im Théatre des Bouffes du Nord in Paris die Die Dreigroschenoper. Lennie Johnson, damals noch Gerlinde Eger, schrieb mehr als 20 Theater-/Music-Comedy-Stücke und inszenierte diese in München und Wien. Die Stücke wurden mit öffentlichen Fördermitteln realisiert. Sie erhielt Drehbuchförderung und schrieb das Screenplay „Die Bierkistenfabrik“ nach autobiographischen Motiven. In den Jahren von 1990 bis 2018 schrieb und komponierte sie für ihre Soloprogramme ca. 80 Lieder.
1995 erfand sie die Fake/Kultfigur Lennie Johnson, angelehnt an künstlerische, vor allem amerikanische "Hoax" Projekte. Als Lennie Johnson gibt sie vor, ein ehemaliger DDR-Schlagerstar gewesen zu sein. In acht erfolgreichen Soloperformances erzählte und sang sie sich in die Herzen ihres Publikums. Lennie Johnson brachte drei CD heraus: Im Jahr 2000 Wahuaa, 2017  Am Tag als die Tiere ausgingen, A penny for your smile. Die letzten beiden CDs erschienen im Zusammenhang mit der Music Comedy Show: Lennie Johnson singt ohne Bikini (Uraufführung Theater Drachengasse Wien)
Johnson, die ihren Künstlernamen auch für private Zwecke behielt ist seit 1995 mit dem Manager Johannes Schmidt verheiratet und lebte von 2003 bis 2008 in London und Chicago. In Chicago spielte sie vorwiegend klassische Rollen wie "Helen of Troy", the Trojan Women (Euripides), "The Innkeepers Wife", The Castle (Kafka), "Miss Prism", The Importance of beeing Earnest, (Oscar Wilde). Darüber hinaus hatte sie Auftritte mit der US-Band Mysteriam.
Lennie Johnson ist seit 2010 Dipl. Trainerin für Sozial- und Wirtschaftskompetenz und arbeitet als Univ.-Lektorin für Ärztliche Gesprächsführung im „SimulationspatientInnen-Programm“ (SPP) der Medizinischen Universität Wien und an der Karl Landsteiner Privatuniversität für Gesundheitswissenschaften in Krems. Als Univ.-Lektorin für Sprech- und Präsentationstechnik an der Universität für Angewandte Kunst, Wien und Karl Landsteiner Privatuniversität in Krems. Als Trainerin/Coach für Kommunikation, Beziehungsmuster und Konflikte in der ärztlichen Arbeitswelt.